# Бехгофен
Бехгофен (нім. Bechhofen) — громада в Німеччині, розташована в землі Баварія. Підпорядковується адміністративному округу Середня Франконія. Входить до складу району Ансбах.
Площа — 60,12 км2. Населення становить 6033 ос. (станом на 31 грудня 2020).